# Ыджыд-Алач
Ыджыд-Алач, Большой Алач — река в России, протекает по Гайнскому району Пермского края. Устье реки находится в 107 км по левому берегу реки Лупья. Длина реки составляет 18 км. Слово «Ыджыд» в переводе с языка коми означает «большой».
Исток реки на Северных Увалах в лесах в 53 км к северу от посёлка Гайны. Рядом находится исток реки Тимшор (Тимшер). Река течёт на север, затем поворачивает на запад, всё течение проходит по ненаселённому лесному массиву. Впадает в Лупью рядом с рекой Дзеля-Алач (Малый Алач).

## Данные водного реестра
По данным государственного водного реестра России относится к Камскому бассейновому округу, водохозяйственный участок реки — Кама от истока до водомерного поста у села Бондюг, речной подбассейн реки — бассейны притоков Камы до впадения Белой. Речной бассейн реки — Кама.
Код объекта в государственном водном реестре — 10010100112111100002034.